# Glacera dels Martinets
La glacera dels Martinets és una glacera dels Alps del Vaudois situada a la vall de Nant. Entre el 1973, data de l'anterior mesura, i el 2013, la glacera s'ha reduït considerablement.

## Toponímia
L'etimologia de Martinet no és segura, podria provenir de martenet, terme pel qual hom designava la farga, de vegades el taller del fabricant d'ungles. Tanmateix, és més probable que sigui un diminutiu de martî, dent molar en el dialecte local. Aquest terme designava llavors la punta homònima. Però també podria ser un diminutiu de " pantà ”, terme que vindria aleshores del peu de la glacera.

## Geografia
La glacera Martinets es troba a l'extrem sud de la vall de Nant en un circ glacial dominat per la Dent Favre, el Tete Noire, els Dents de Morcles i la Pointe des Martinets. És la font de l’ Avançon de Nant .
El seu eix de sortida, sud-oest nord-est, segueix l'eix general de la vall. El cim de la glacera s'eleva a 2.700 m d’altitud al peu de la Dent de Morcles i la part frontal de la glacera es troba a uns 2.300 m d’altitud aproximadament.
La seva situació, al nord de parets rocoses de diversos centenars de metres d'alt, li permet subsistir.

## Evolució
La glacera es va allargar més de 96 metres entre 1894 i 1975, data de la darrera mesura. A principis del segle XXI, la glacera havia desaparegut gairebé completament. Només queda la part més propera a les parets nord del circ glacial .